# Изяслав (Бруцкий)
Изяслав (бел. Ізяслаў, в миру Иван Данилович Бруцкий, бел. Іван Данілавіч Бруцкі; 22 января 1926, Белоуша, Столинский повет, Полесское воеводство, Польская Республика — 26 ноября 2007, Нью-Джерси) — предстоятель неканонической Белорусской автокефальной православной церкви.

## Биография
Родился 22 января 1926 в деревне Белоуша (ныне Столинский район Брестской области). в крестьянской семье Данилы и Марии (из Стемпковских) Бруцких. Был третьим сыном в семье, которая имела 25-ти гектаровое хозяйство. Отец был солтысом, избирался в уездный совет. Родители были активными прихожанами местного православного храма, научили Ивана кириллице.
С 1933 года учился в польской начальной школе (белорусских в тогдашней Польше не было), в 1939 году окончил 6-й класс. В начале лета 1940 года его отец был арестован советскими властями и после 10-месячного заключения сослан в Казахстан
В конце мая 1943 года семнадцатилетний Иван был увезён на принудительные работу в Германию, оказался в лагере для «остарбайтеров» во Фленсбурге возле границы с Данией. Недолгое время работал на фабрике, до тех пор пока она не была уничтожена американской авиацией, после этого вплоть до капитуляции Германии работал на железной дороге. После окончания войны несколько месяцев скрывался от принудительной репатриации в Советский Союз. Узнав об открытии гимназии в украинском лагере в Ганновере, отправился туда на учёбу. Окончил гимназию весной 1947 года с аттестатом зрелости.
Летом 1947 года уехал в Канаду, первоначально работал лесорубом в провинции Онтарио. В 1948 году переехал в Виннипег, где встретил односельчан, переселившихся в Канаду ещё до войны. Работал на фабрике, но подучив английский язык, поступил на подготовительный курс и осенью 1949 года начал обучение на инженерном факультете Манитобского университета. В 1949 году встретился с отцом, который вместе с солдатами из армии Андерса оказался в Уганде и по приглашению сына переехал в Канаду.
В 1954 году окончил университет и начал работать инженером дорожного отдела провинции Онтарио, где работал до 1962 года. В этот период был активным участником белорусских эмигрантских организаций и прихожанином торонтского прихода БАПЦ. В 1957 году в Торонто был председателем Объединения Белорусов Канады.
Летом 1962 года легально эмигрировал в США и получил работу в Детройте. Два года занимал пост главы отдела Белорусско-американского объединения (БАЗА), а также работал в этнических структурах Республиканской партии.
Развитие экономики штата Калифорния побудило Бруцкого переехать в Лос-Анджелес, где он тут же влился в белорусскую общественную жизнь, четыре года исполнял обязанности главы местного отделения БАЗА. В 1969 году его отец вернулся в Беларусь, в конце того же года Бруцкий переехал в Кливленд.
В 1971 году стал главой Приходского совета Церкви Жировичской Иконы Божией Матери в Кливленде, входившего в юрисдикцию БАПЦ.
Летом того же года совершил поездку в Польшу, где смог встретиться с материю и сёстрами.
В том же 1971 году вернулся в Детройт, где был создан приход БАПЦ. Бруцкий стал председателем приходского совета и прислуживал на литургии. В 1972 году он был избран делегатом на Собор БАПЦ.
29 апреля 1979 года митрополит Андрей (Крит) рукоположил Бруцкого в сан диакона целибатом. 26 августа того же года Бруцкий рукоположен в священники архиепископом Николаем (Мацукевичем).
Получив назначение на должность настоятеля белорусского прихода в городе Хайленд-Парк, поступил в Украинскую духовную семинарию в Саут-Баунд-Бруке (штат Нью Джерси), входившую в юрисдикцию неканонической «Украинской Православной Церкви США и Рассеяния».
22 февраля 1981 года, по пострижении в монашество с именем Изяслав, рукоположен в епископа. Хиротонию совершили: митрополит БАПЦ Андрей (Крит) и сослужащие ему предстоятель Украинской православной церкви в диаспоре, митрополит Филадельфийский Мстислав (Скрипник) и архиепископ Западноевропейский УПЦ в диаспоре Орест (Иванюк). Его рукоположение вызвало раскол в БАПЦ, так как не было признано архиепископом Николаем (Мацукевичем), который отделился с частью приходов.
В мае 1983 года на III соборе БАПЦ в Манчестере был избран новым главой БАПЦ. «Архиепископ» Николай (Мацукевич), вместе с группой своих единомышленников, объявил решения Собора недействительными, после чего «архиепископ» Николай объявил себя «митрополитом» и Первоиерархом БАПЦ.
Сотрудничал с белорусскими эмигрантскими периодическими изданиями («Беларускі Голас», «Царкоўны пасланец»).
20 июня 2003 года после смерти епископа Николая Мацукевича прошёл объединительный собор, который признал Изяслава (Бруцкого) главой объединённой БАПЦ.
В последние годы жизни, из-за плохого здоровья отошёл от управления церковью. С 2005 года, будучи тяжело поражённым болезнью Альцгеймера, находился в доме престарелых, не узнавал окружающих и слабо понимал окружающую действительность. От его имени руководство церковной организацией в Бруклине осуществлял секретарь консистории Борис Данилюк.
Скончался 26 ноября 2007 года. Похоронен 1 декабря на белорусском кладбище в Ист-Брансуик, Нью-Джерси.